# Шеффілд (Массачусетс)
Шеффілд (англ. Sheffield) — місто (англ. town) в США, в окрузі Беркшир штату Массачусетс. Населення — 3327 осіб (2020).

## Демографія
Згідно з переписом 2010 року, у місті мешкало 3257 осіб у 1424 домогосподарствах у складі 879 родин. Було 1751 помешкання
Расовий склад населення:
| - 95,8 % — білих - 1,1 % — чорних або афроамериканців - 0,3 % — азіатів - 0,2 % — корінних американців - 1,3 % — осіб інших рас |

До двох чи більше рас належало 1,3 %. Частка іспаномовних становила 3,2 % від усіх жителів.
За віковим діапазоном населення розподілялося таким чином: 18,9 % — особи молодші 18 років, 61,7 % — особи у віці 18—64 років, 19,4 % — особи у віці 65 років та старші. Медіана віку мешканця становила 47,8 року. На 100 осіб жіночої статі у місті припадало 98,7 чоловіків;  на 100 жінок у віці від 18 років та старших — 96,2 чоловіків також старших 18 років.
Середній дохід на одне домашнє господарство  становив 92 970 доларів США (медіана — 73 953), а середній дохід на одну сім'ю — 96 216 доларів (медіана — 88 090). Медіана доходів становила 60 208 доларів для чоловіків та 37 378 доларів для жінок. За межею бідності перебувало 8,7 % осіб, у тому числі 18,5 % дітей у віці до 18 років та 6,6 % осіб у віці 65 років та старших.
Цивільне працевлаштоване населення становило 1810 осіб. Основні галузі зайнятості: роздрібна торгівля — 19,6 %, освіта, охорона здоров'я та соціальна допомога — 17,3 %, науковці, спеціалісти, менеджери — 11,9 %, виробництво — 9,8 %.